# Rieste
Rieste is een gemeente in de Duitse deelstaat Nedersaksen. De gemeente maakt deel uit van de Samtgemeinde Bersenbrück in het Landkreis Osnabrück. Rieste telt 3.612 inwoners.

## Economie

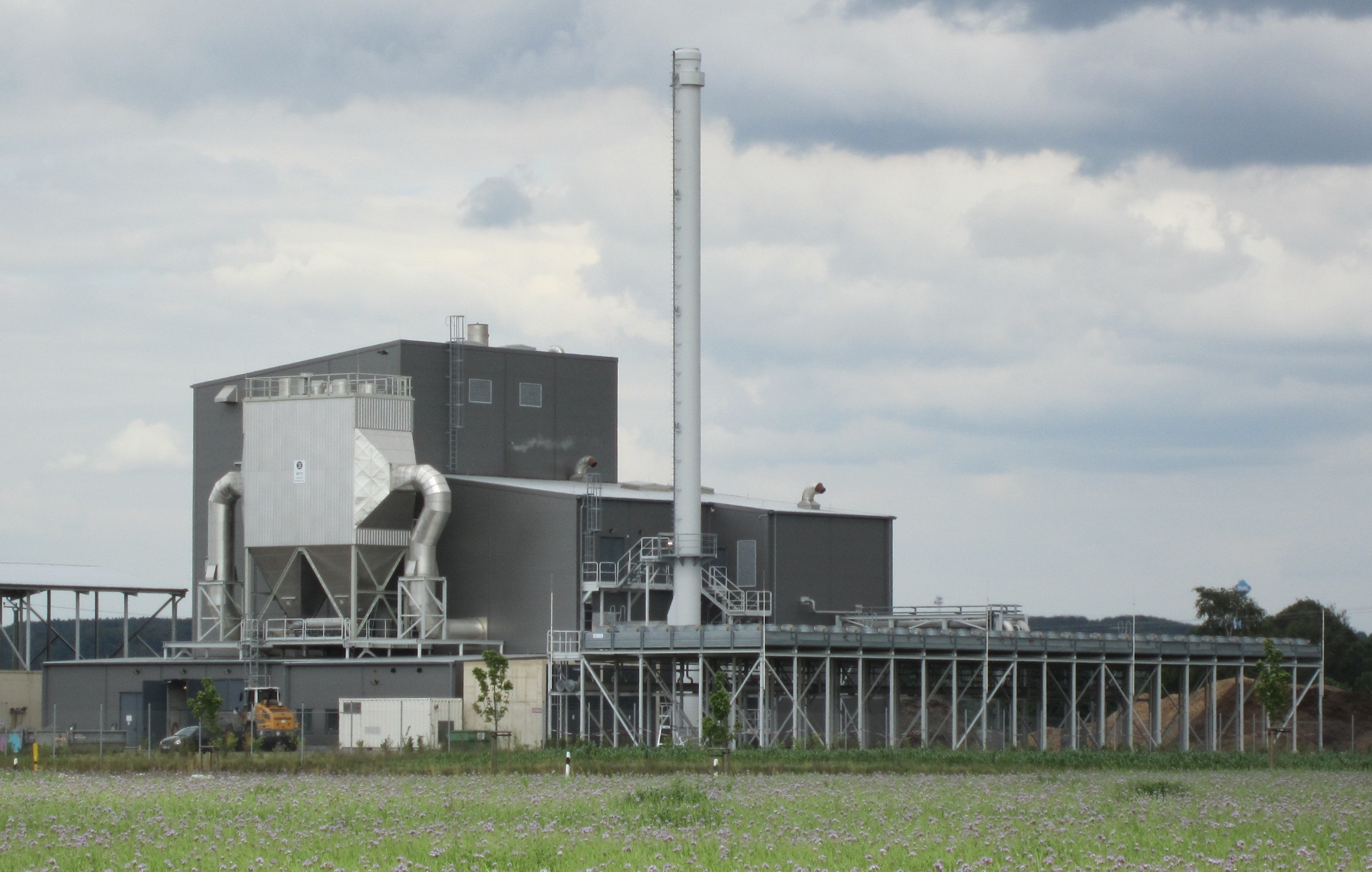
Biomassa-centrale Rieste
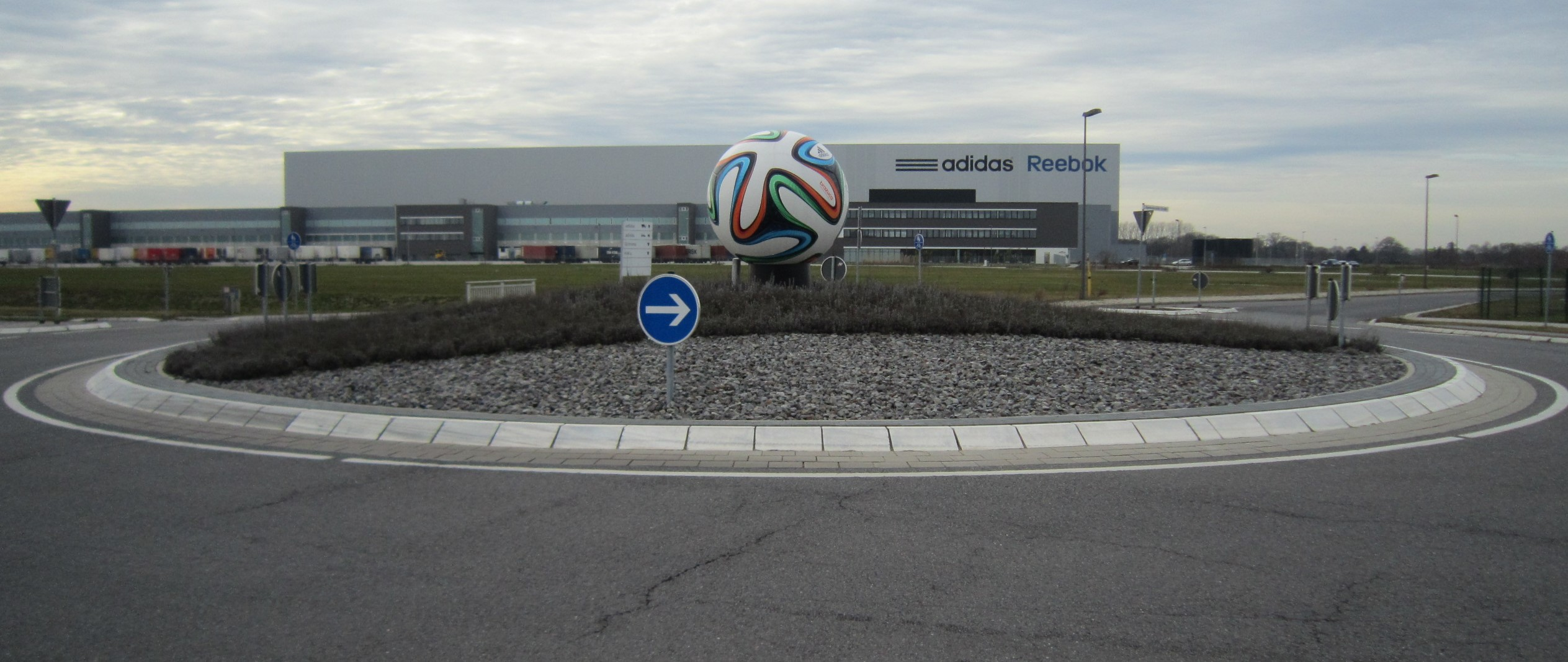
Adidas-gebouwen

Een moderne ontwikkeling is het, na volledige ingebruikneming, 4 km² grote bedrijventerrein Niedersachsenpark, rondom afrit 67 van de A1. Het ligt grotendeels in de gemeente Rieste en voor een klein deel in de buurgemeente Neuenkirchen-Vörden, halverwege de nieuwe haven van Wilhelmshaven, JadeWeserPort en het Ruhrgebied. Het terrein is ontwikkeld door de Niedersachsenpark GmbH, waarvan vier gemeentes in de regio en enige grote aannemers en andere bedrijven aandeelhouders zijn. Het is vooral bedoeld voor distributiecentra en logistieke bedrijven.  De benodigde elektriciteit wordt geleverd door een hier in 2010 gevestigde elektriciteitscentrale met biomassa (houtafval) als brandstof. Grote bedrijven, die hier een logistiek centrum hebben dat geheel Duitsland belevert, zijn onder andere Adidas, Groupe PSA (auto-onderdelen) en de landbouwmachinefabriek Grimme.
Het positieve effect van het Niedersachsenpark op de werkgelegenheid in de regio is tamelijk beperkt. Met name Adidas is in de jaren-2010 bekritiseerd, omdat het er overwegend flexwerkers en uitzendkrachten uit Oost-Europa te werk stelt.  Ter compensatie van negatieve effecten voor het milieu heeft de overheid enige landbouwpercelen in naburige gemeentes opgekocht en met gemengd bos beplant. Nabij het bedrijvenpark is een extra afrit 67a van de Autobahn gepland.
- Gemeinsame Normdatei: 4248086-3
- Virtual International Authority File: 244637087
- WorldCat: E39PBJfrQjMxBgmvVD77xc3PcP

Alfhausen · 
Ankum · 
Bad Essen · 
Bad Iburg · 
Bad Laer · 
Bad Rothenfelde · 
Badbergen · 
Belm · 
Berge · 
Bersenbrück · 
Bippen · 
Bissendorf · 
Bohmte · 
Bramsche · 
Dissen am Teutoburger Wald · 
Eggermühlen · 
Fürstenau · 
Gehrde · 
Georgsmarienhütte · 
Glandorf · 
Hagen am Teutoburger Wald · 
Hasbergen · 
Hilter am Teutoburger Wald · 
Kettenkamp · 
Melle · 
Menslage · 
Merzen · 
Neuenkirchen · 
Nortrup · 
Ostercappeln · 
Quakenbrück · 
Rieste · 
Voltlage · 
Wallenhorst